# Валей, Лукерья Александровна
Лукерия Александровна Валей — ненецкая писательница и поэтесса.
Родилась 20 декабря 1953 году в Большеземельской тундре у подножия Уральского хребта. Окончила Нарьян-Марское педагогическое училище имени И. П. Выучейского, после училась в Ленинградском педагогическом институте имени А. И. Герцена. Также закончила литературный институт имени М. Горького в городе Москва и Сыктывкарский университет на факультете коми языка и литературы.
Работала в Ненецкой телерадиовещательной компании «Заполярье» корреспондентом передач на ненецком и русском языках и редактором передачи на коми языке «Чужан му вылын» — «На родной земле». С 2002 года руководит детской литературно-творческой группой «Суюкоця». Работает ведущим методистом отдела литературного творчества в ГБУК «Этнокультурном центре» Ненецкого автономного округа. Автор множества книг на ненецком, коми и русском языках.